# دراگوبراچا
دراگوبراچا (به صربی: Dragobraća) یک منطقهٔ مسکونی در صربستان است.